# Volby do zastupitelstev obcí v Česku 2002
Volby do zastupitelstev obcí 2002 se uskutečnily v Česku 1. a 2. listopadu 2002. Do 6344 zastupitelstev bylo zvoleno 62 494 zastupitelů, 48 333 mužů a 14 161 žen. Volební účast dosáhla 45,51 %.

## Souhrnné výsledky pro všechna zastupitelstva

### Výsledky dle volební strany
| Volební strana | hlasy      | hlasy | zastupitelé | zastupitelé |
| Volební strana | abs.       | v %   | abs.        | v %         |
| --- | ---------- | ----- | ----------- | ----------- |
| Křesťanská a demokratická unie – Československá strana lidová                                                            | 7 728 402  | 9,58  | 6 013       | 9,62        |
| Česká strana národně sociální                                                                                            | 224 350    | 0,28  | 123         | 0,20        |
| Strana zelených | 805 809    | 1,00  | 101         | 0,16        |
| Česká strana sociálně demokratická                                                                                       | 12 575 626 | 15,58 | 4 666       | 7,47        |
| Nezávislá iniciativa (NEI)                                                                                               | 1 790      | 0,00  | 0           | 0,00        |
| Romská občanská iniciativa ČR                                                                                            | 10 212     | 0,01  | 1           | 0,00        |
| Občanská demokratická aliance                                                                                            | 140 323    | 0,17  | 35          | 0,06        |
| Strana za životní jistoty                                                                                                | 172 477    | 0,21  | 68          | 0,11        |
| Republikánská strana zemědělského a malorolnického lidu                                                                  | 311        | 0,00  | 0           | 0,00        |
| Konzervativní strana | 40 471     | 0,05  | 2           | 0,00        |
| Klub angažovaných nestraníků                                                                                             | 18 673     | 0,02  | 2           | 0,00        |
| Pravá alternativa | 2 186      | 0,00  | 0           | 0,00        |
| Komunistická strana Čech a Moravy                                                                                        | 11 696 976 | 14,49 | 5 702       | 9,12        |
| Národně demokratická strana                                                                                              | 1 725      | 0,00  | 0           | 0,00        |
| Občanská demokratická strana                                                                                             | 20 360 211 | 25,23 | 5 729       | 9,17        |
| Koruna Česká (monarchistická strana Čech, Moravy a Slezska)                                                              | 1 856      | 0,00  | 0           | 0,00        |
| Strana zdravotně postižených, důchodců a sociálně slabých občanů                                                         | 2 341      | 0,00  | 0           | 0,00        |
| Republikáni | 5 317      | 0,01  | 0           | 0,00        |
| Masarykova demokratická strana                                                                                           | 2 142      | 0,00  | 0           | 0,00        |
| Coexistentia | 69 396     | 0,09  | 36          | 0,06        |
| Strana demokratického socialismu                                                                                         | 21 281     | 0,03  | 7           | 0,01        |
| Československá strana socialistická                                                                                      | 9 661      | 0,01  | 0           | 0,00        |
| Česká pravice | 34 237     | 0,04  | 8           | 0,01        |
| Právo a Spravedlnost - ANO tradiční rodině, NE korupci a kriminalitě                                                     | 102        | 0,00  | 1           | 0,00        |
| Nezávislí kandidáti | 1 067 965  | 1,32  | 7 245       | 11,59       |
| Moravská demokratická strana                                                                                             | 111 740    | 0,14  | 83          | 0,13        |
| Moravané | 108 176    | 0,13  | 16          | 0,03        |
| Iniciativa pražských občanů                                                                                              | 23 300     | 0,03  | 2           | 0,00        |
| NEZÁVISLÍ | 1 186 090  | 1,47  | 698         | 1,12        |
| Sdružení nezávislých kandidátů – místní sdružení celkem                                                                  | 8 201 114  | 10,16 | 26 001      | 41,61       |
| Komunistická strana Československa                                                                                       | 2 638      | 0,00  | 0           | 0,00        |
| Pravý Blok-strana za ODVOLAT.politiků, NÍZKÉ daně, MIN.byrokracie, SPRAV.justici, REFER.a PŘÍMOU demokr. WWW.CIBULKA.NET | 35 656     | 0,04  | 4           | 0,01        |
| Humanistická strana | 25 796     | 0,03  | 9           | 0,01        |
| Strana venkova - spojené občanské síly                                                                                   | 93 035     | 0,12  | 153         | 0,24        |
| Unie svobody - Demokratická unie                                                                                         | 2 648 568  | 3,28  | 452         | 0,72        |
| Strana pro otevřenou společnost                                                                                          | 249 686    | 0,31  | 71          | 0,11        |
| Občanská koalice - Politický klub                                                                                        | 2 847      | 0,00  | 1           | 0,00        |
| Zlínské hnutí nezávislých                                                                                                | 120 692    | 0,15  | 8           | 0,01        |
| Demokratická regionální strana                                                                                           | 150 643    | 0,19  | 36          | 0,06        |
| Pravá volba pro Plzeň | 285 241    | 0,35  | 13          | 0,02        |
| Hnutí nezávislých za harmonický rozvoj obcí a měst                                                                       | 115 867    | 0,14  | 53          | 0,08        |
| Volba pro město | 625 007    | 0,77  | 119         | 0,19        |
| Hnutí pro Havířov | 74 552     | 0,09  | 5           | 0,01        |
| Nezávislé sdružení občanů Blanska                                                                                        | 11 936     | 0,01  | 2           | 0,00        |
| Občanská liga FORUM | 3 123      | 0,00  | 3           | 0,00        |
| 1.Sdružení nezávislých kandidátů Tábor                                                                                   | 23 133     | 0,03  | 2           | 0,00        |
| Sdružení pro sport a zdraví                                                                                              | 37 546     | 0,05  | 3           | 0,00        |
| Unie pro sport a zdraví                                                                                                  | 154 183    | 0,19  | 21          | 0,03        |
| České hnutí za národní jednotu                                                                                           | 11 846     | 0,01  | 1           | 0,00        |
| Nestraníci pro Moravu | 353 779    | 0,44  | 109         | 0,17        |
| Republikáni Miroslava Sládka                                                                                             | 92 488     | 0,11  | 17          | 0,03        |
| SNK Evropští demokraté                                                                                                   | 3 952 899  | 4,90  | 3 094       | 4,95        |
| Strana svobodných severu                                                                                                 | 3 527      | 0,00  | 0           | 0,00        |
| Strana občanského porozumění                                                                                             | 7 232      | 0,01  | 0           | 0,00        |
| Aktiv nezávislých občanů                                                                                                 | 23 230     | 0,03  | 1           | 0,00        |
| Cesta změny | 30 146     | 0,04  | 4           | 0,01        |
| Naděje | 138 468    | 0,17  | 15          | 0,02        |
| Tábor 2002 | 60 158     | 0,07  | 6           | 0,01        |
| Strana zdravého rozumu                                                                                                   | 37 967     | 0,05  | 2           | 0,00        |
| Volba pro budoucnost | 8 803      | 0,01  | 2           | 0,00        |
| Balbínova poetická strana                                                                                                | 6 762      | 0,01  | 1           | 0,00        |
| Národní sjednocení | 12 176     | 0,02  | 0           | 0,00        |
| Sdružení pro zdraví, sport a prosperitu                                                                                  | 164 534    | 0,20  | 21          | 0,03        |
| Věci veřejné | 9 904      | 0,01  | 1           | 0,00        |
| "Jirkov 21. století" | 8 224      | 0,01  | 2           | 0,00        |
| Nezávislí pro Prahu | 198 215    | 0,25  | 0           | 0,00        |
| Hnutí za práva občanů | 59 919     | 0,07  | 11          | 0,02        |
| Sdružení nájemníků Prahy 1                                                                                               | 26 534     | 0,03  | 3           | 0,00        |
| Sociálně demokratická aliance nezávislých                                                                                | 10 087     | 0,01  | 1           | 0,00        |
| Sdružení za lepší Vrchlabí                                                                                               | 8 969      | 0,01  | 2           | 0,00        |
| Helax-Ostrava se baví | 24 572     | 0,03  | 0           | 0,00        |
| Koalice KDU-ČSL, ODA | 3 092      | 0,00  | 2           | 0,00        |
| Koalice KDU-ČSL, ODS | 38 782     | 0,05  | 51          | 0,08        |
| Koalice ČSNS, ODA | 1 735      | 0,00  | 1           | 0,00        |
| Koalice ČSNS, ODS | 3 236      | 0,00  | 5           | 0,01        |
| Koalice ČSSD, SŽJ | 1 222      | 0,00  | 2           | 0,00        |
| Koalice ČSSD, SDS | 2 301      | 0,00  | 4           | 0,01        |
| MORAVSKÁ KOALICE | 11 052     | 0,01  | 0           | 0,00        |
| REPUBLIKÁNI MIROSLAVA SLÁDKA                                                                                             | 4 745      | 0,01  | 0           | 0,00        |
| Strana za životní jistoty a Strana zelených                                                                              | 12 879     | 0,02  | 0           | 0,00        |
| Koalice KDU-ČSL, US-DEU                                                                                                  | 349 781    | 0,43  | 141         | 0,23        |
| Pražané Praze - Praha Pražanům                                                                                           | 2 994      | 0,00  | 0           | 0,00        |
| Koalice KDU-ČSL, US-DEU, VPM                                                                                             | 100 492    | 0,12  | 9           | 0,01        |
| Koalice SŽJ, VPM | 2 101      | 0,00  | 0           | 0,00        |
| Koalice MoDS, HSMS, SŽJ                                                                                                  | 3 632      | 0,00  | 0           | 0,00        |
| Koalice SNK, VPM | 14 973     | 0,02  | 3           | 0,00        |
| Koalice KDU-ČSL, ČSSD | 475        | 0,00  | 1           | 0,00        |
| Koalice KDU-ČSL, SNK | 23 591     | 0,03  | 10          | 0,02        |
| Koalice KDU-ČSL, ODA, US-DEU                                                                                             | 76 834     | 0,10  | 11          | 0,02        |
| Koalice US-DEU, SNK | 203 089    | 0,25  | 10          | 0,02        |
| Koalice ČSNS, SOS, VPM                                                                                                   | 57 283     | 0,07  | 0           | 0,00        |
| Koalice SZ, SNK | 101 473    | 0,13  | 15          | 0,02        |
| Koalice ČSSD, US-DEU | 1 042      | 0,00  | 1           | 0,00        |
| Koalice RMS, SŽJ | 640        | 0,00  | 0           | 0,00        |
| Koalice SNK, N | 3 953      | 0,00  | 5           | 0,01        |
| Koalice US-DEU, ČSNS | 3 957      | 0,00  | 1           | 0,00        |
| Koalice ODA, CZ | 35 540     | 0,04  | 0           | 0,00        |
| Koalice RMS, SDČR, SPR-RSČ                                                                                               | 2 859      | 0,00  | 0           | 0,00        |
| Koalice SOS, SZ | 24 520     | 0,03  | 1           | 0,00        |
| Koalice PB, SZR | 35 730     | 0,04  | 0           | 0,00        |
| Koalice SNK, SZ, SOS | 287 728    | 0,36  | 7           | 0,01        |
| Koalice US-DEU, SZ | 9 053      | 0,01  | 3           | 0,00        |
| Koalice US-DEU, ODA | 44 824     | 0,06  | 9           | 0,01        |
| Koalice ČSNS, VPM, KAN                                                                                                   | 9 363      | 0,01  | 3           | 0,00        |
| Koalice CZ, COEX, NEZ, ODA                                                                                               | 2 564      | 0,00  | 1           | 0,00        |
| Koalice ČSNS, SV SOS | 4 009      | 0,00  | 0           | 0,00        |
| Koalice KSČM, SZ | 545        | 0,00  | 1           | 0,00        |
| Koalice ODS, US-DEU | 20 551     | 0,03  | 14          | 0,02        |
| Koalice KDU-ČSL, SZ | 18 941     | 0,02  | 1           | 0,00        |
| Koalice US-DEU, ODS, KDU-ČSL                                                                                             | 14 257     | 0,02  | 11          | 0,02        |
| Koalice SZ, ODA, ČSNS, KAN, CZ, N                                                                                        | 59 888     | 0,07  | 3           | 0,00        |
| Koalice KDU-ČSL, ODS, ČSSD                                                                                               | 4 465      | 0,01  | 5           | 0,01        |
| Koalice ODS, SZ | 3 682      | 0,00  | 6           | 0,01        |
| Koalice KDU-ČSL, HSMS | 3 893      | 0,00  | 3           | 0,00        |
| Sdružení KDU-ČSL, ČSNS, NK                                                                                               | 3 936      | 0,00  | 5           | 0,01        |
| Sdružení KDU-ČSL, ODS, NK                                                                                                | 15 077     | 0,02  | 20          | 0,03        |
| Sdružení KDU-ČSL, NK | 109 273    | 0,14  | 182         | 0,29        |
| Sdružení ČSNS, NK | 107 244    | 0,13  | 66          | 0,11        |
| Sdružení SZ, SŽJ, NK | 19 808     | 0,02  | 0           | 0,00        |
| Sdružení SZ, NK | 237 274    | 0,29  | 28          | 0,04        |
| Sdružení ČSSD, NK | 50 151     | 0,06  | 92          | 0,15        |
| Sdružení ODA, NK | 64 729     | 0,08  | 8           | 0,01        |
| Sdružení SŽJ, NK | 23 956     | 0,03  | 0           | 0,00        |
| Sdružení KAN, NK | 28 713     | 0,04  | 2           | 0,00        |
| Sdružení PA, NK | 456        | 0,00  | 0           | 0,00        |
| Sdružení KSČM, NK | 106 462    | 0,13  | 238         | 0,38        |
| Sdružení ODS, NK | 148 184    | 0,18  | 173         | 0,28        |
| Sdružení COEX, NK | 10 333     | 0,01  | 2           | 0,00        |
| Sdružení SDS, NK | 31 327     | 0,04  | 38          | 0,06        |
| Sdružení MoDS, NK | 88 285     | 0,11  | 5           | 0,01        |
| Sdružení NEZ, NK | 33 753     | 0,04  | 2           | 0,00        |
| Sdružení SV SOS, NK | 20 324     | 0,03  | 13          | 0,02        |
| Sdružení SOS, NK | 247 781    | 0,31  | 54          | 0,09        |
| Sdružení OK, NK | 2 859      | 0,00  | 0           | 0,00        |
| Sdružení VPM, NK | 237 449    | 0,29  | 39          | 0,06        |
| Sdružení SOS, SNK, NK | 209 595    | 0,26  | 27          | 0,04        |
| Sdružení US-DEU, NK | 442 899    | 0,55  | 165         | 0,26        |
| Sdružení ODA, US-DEU, NK                                                                                                 | 24 791     | 0,03  | 4           | 0,01        |
| Sdružení KONS, NK | 2 780      | 0,00  | 1           | 0,00        |
| Sdružení N, NK | 7 630      | 0,01  | 0           | 0,00        |
| Sdružení RMS, NK | 3 307      | 0,00  | 5           | 0,01        |
| Sdružení SNK, NK | 128 348    | 0,16  | 27          | 0,04        |
| Sdružení NSJ, NK | 5 568      | 0,01  | 0           | 0,00        |
| Sdružení SZ, MoDS, HSMS, SŽJ, NK                                                                                         | 15 208     | 0,02  | 0           | 0,00        |
| Sdružení SOS, ČSNS, MDS, NK                                                                                              | 34 571     | 0,04  | 3           | 0,00        |
| Sdružení KDU-ČSL, ČSSD, NK                                                                                               | 6 677      | 0,01  | 8           | 0,01        |
| Sdružení HSMS, VPM, NK                                                                                                   | 8 327      | 0,01  | 3           | 0,00        |
| Sdružení DL, NK | 21 196     | 0,03  | 7           | 0,01        |
| Sdružení ED, NK | 1 785 239  | 2,21  | 89          | 0,14        |
| Sdružení CZ, NK | 27 102     | 0,03  | 9           | 0,01        |
| Sdružení ČSSD, US-DEU, NK                                                                                                | 679        | 0,00  | 5           | 0,01        |
| Sdružení RMS, SDČR, NK                                                                                                   | 29 499     | 0,04  | 2           | 0,00        |
| Sdružení MoDS, HSMS, NK                                                                                                  | 2 777      | 0,00  | 0           | 0,00        |
| Sdružení US-DEU, ODA, ČSNS, NK                                                                                           | 19 424     | 0,02  | 2           | 0,00        |
| Sdružení ODA, SZ, NK | 8 885      | 0,01  | 3           | 0,00        |
| Sdružení US-DEU, KONS, NK                                                                                                | 1 359      | 0,00  | 2           | 0,00        |
| Sdružení ED, ODA, CZ, NK                                                                                                 | 35 666     | 0,04  | 8           | 0,01        |
| Sdružení KDU-ČSL, ODA, US-DEU, NK                                                                                        | 3 376      | 0,00  | 2           | 0,00        |
| Sdružení MoDS, SŽJ, NK                                                                                                   | 696        | 0,00  | 0           | 0,00        |
| Sdružení ED, SZ, NK | 56 167     | 0,07  | 5           | 0,01        |
| Sdružení SZ, ČSNS, SV SOS, NK                                                                                            | 7 388      | 0,01  | 0           | 0,00        |
| Sdružení NPM, NK | 37 014     | 0,05  | 6           | 0,01        |
| Sdružení SDS, SV SOS, NK                                                                                                 | 8 893      | 0,01  | 2           | 0,00        |
| Sdružení SZ, SOS, SNK, NK                                                                                                | 23 421     | 0,03  | 1           | 0,00        |
| Sdružení ODS, US-DEU, NK                                                                                                 | 17 298     | 0,02  | 12          | 0,02        |
| Sdružení HSMS, NK | 2 553      | 0,00  | 2           | 0,00        |

### Výsledky dle navrhující strany
| Navrhující strana                                  | Hlasy      | Hlasy | Zastupitelé | Zastupitelé |
| Navrhující strana                                  | abs.       | v %   | abs.        | v %         |
| -------------------------------------------------- | ---------- | ----- | ----------- | ----------- |
| Křesťan.a demokrat.unie-Českosl.strana lidová      | 8 041 703  | 9.96  | 6 159       | 9.86        |
| Česká strana národně sociální                      | 291 611    | 0.36  | 138         | 0.22        |
| Strana zelených                                    | 1 159 331  | 1.44  | 129         | 0.21        |
| Česká strana sociálně demokratická                 | 12 592 135 | 15.60 | 4 703       | 7.53        |
| Nezávislá iniciativa (NEI)                         | 1 790      | 0.00  | 0           | 0.00        |
| Sdružení pro republiku-Republikán.strana Českosl.  | 735        | 0.00  | 0           | 0.00        |
| Romská občanská iniciativa ČR                      | 10 212     | 0.01  | 1           | 0.00        |
| Občanská demokratická aliance                      | 227 017    | 0.28  | 49          | 0.08        |
| Strana za životní jistoty                          | 186 295    | 0.23  | 69          | 0.11        |
| Republikán.str.zemědělského a malorolnického lidu  | 311        | 0.00  | 0           | 0.00        |
| Konzervativní strana                               | 40 928     | 0.05  | 2           | 0.00        |
| Klub angažovaných nestraníků                       | 24 999     | 0.03  | 2           | 0.00        |
| Pravá alternativa                                  | 2 186      | 0.00  | 0           | 0.00        |
| Komunistická strana Čech a Moravy                  | 11 754 603 | 14.56 | 5 826       | 9.32        |
| Národně demokratická strana                        | 1 725      | 0.00  | 0           | 0.00        |
| Občanská demokratická strana                       | 20 470 947 | 25.36 | 5 847       | 9.36        |
| Koruna Česká (monar.strana Čech, Moravy a Slezska) | 1 856      | 0.00  | 0           | 0.00        |
| Str.zdrav.postiž.,důchodců a sociálně slab.občanů  | 2 341      | 0.00  | 0           | 0.00        |
| Republikáni                                        | 5 317      | 0.01  | 0           | 0.00        |
| Masarykova demokratická strana                     | 8 756      | 0.01  | 2           | 0.00        |
| Coexistentia                                       | 75 969     | 0.09  | 38          | 0.06        |
| Strana demokratického socialismu                   | 36 590     | 0.05  | 26          | 0.04        |
| Československá strana socialistická                | 9 661      | 0.01  | 0           | 0.00        |
| Česká pravice                                      | 34 237     | 0.04  | 8           | 0.01        |
| Právo a Spravedlnost-ANO rodině,NE korupci a krim. | 4 747      | 0.01  | 1           | 0.00        |
| Nezávislí kandidáti                                | 11 360 006 | 14.08 | 34 070      | 54.52       |
| Moravská demokratická strana                       | 163 781    | 0.20  | 84          | 0.13        |
| Moravané                                           | 128 210    | 0.16  | 23          | 0.04        |
| Iniciativa pražských občanů                        | 23 300     | 0.03  | 2           | 0.00        |
| NEZÁVISLÍ                                          | 1 197 722  | 1.48  | 701         | 1.12        |
| Komunistická strana Československa                 | 2 638      | 0.00  | 0           | 0.00        |
| Pravý Blok-str.za ODVOLATELNOST politiků,REFERENDA | 54 368     | 0.07  | 4           | 0.01        |
| Humanistická strana                                | 25 796     | 0.03  | 9           | 0.01        |
| Strana venkova - spojené občanské síly             | 108 026    | 0.13  | 156         | 0.25        |
| Unie svobody - Demokratická unie                   | 3 308 631  | 4.10  | 617         | 0.99        |
| Strana pro otevřenou společnost                    | 497 391    | 0.62  | 109         | 0.17        |
| Občanská koalice - Politický klub                  | 3 234      | 0.00  | 1           | 0.00        |
| Demokratická liga                                  | 14 337     | 0.02  | 4           | 0.01        |
| Zlínské hnutí nezávislých                          | 120 692    | 0.15  | 8           | 0.01        |
| Demokratická regionální strana                     | 150 643    | 0.19  | 36          | 0.06        |
| Pravá volba pro Plzeň                              | 285 241    | 0.35  | 13          | 0.02        |
| Hnutí nezávislých za harmonický rozvoj obcí a měst | 115 867    | 0.14  | 53          | 0.08        |
| Volba pro město                                    | 729 765    | 0.90  | 138         | 0.22        |
| Hnutí pro Havířov                                  | 74 552     | 0.09  | 5           | 0.01        |
| Nezávislé sdružení občanů Blanska                  | 11 936     | 0.01  | 2           | 0.00        |
| Občanská liga FORUM                                | 3 123      | 0.00  | 3           | 0.00        |
| 1.Sdružení nezávislých kandidátů Tábor             | 23 133     | 0.03  | 2           | 0.00        |
| Sdružení pro sport a zdraví                        | 37 546     | 0.05  | 3           | 0.00        |
| Unie pro sport a zdraví                            | 154 183    | 0.19  | 21          | 0.03        |
| České hnutí za národní jednotu                     | 11 846     | 0.01  | 1           | 0.00        |
| Nestraníci pro Moravu                              | 353 779    | 0.44  | 109         | 0.17        |
| Republikáni Miroslava Sládka                       | 111 158    | 0.14  | 19          | 0.03        |
| "Akce za skutečnou demokracii"                     | 2 789      | 0.00  | 0           | 0.00        |
| SNK Evropští demokraté                             | 4 285 529  | 5.31  | 3 131       | 5.01        |
| Strana svobodných severu                           | 3 527      | 0.00  | 0           | 0.00        |
| Strana občanského porozumění                       | 7 232      | 0.01  | 0           | 0.00        |
| Aktiv nezávislých občanů                           | 23 230     | 0.03  | 1           | 0.00        |
| Cesta změny                                        | 63 891     | 0.08  | 11          | 0.02        |
| "Sebeobrana voličů-Váš hlas pro zdravotnictví"     | 205        | 0.00  | 0           | 0.00        |
| Naděje                                             | 143 672    | 0.18  | 17          | 0.03        |
| Tábor 2002                                         | 60 158     | 0.07  | 6           | 0.01        |
| Strana zdravého rozumu                             | 54 985     | 0.07  | 2           | 0.00        |
| Volba pro budoucnost                               | 8 803      | 0.01  | 2           | 0.00        |
| Balbínova poetická strana                          | 6 762      | 0.01  | 1           | 0.00        |
| Národní sjednocení                                 | 12 176     | 0.02  | 0           | 0.00        |
| Sdružení pro zdraví, sport a prosperitu            | 164 534    | 0.20  | 21          | 0.03        |
| Spojení demokraté - Sdružení nezávislých           | 1 467 498  | 1.82  | 89          | 0.14        |
| Věci veřejné                                       | 9 904      | 0.01  | 1           | 0.00        |
| "Jirkov 21. století"                               | 8 224      | 0.01  | 2           | 0.00        |
| Nezávislí pro Prahu                                | 198 215    | 0.25  | 0           | 0.00        |
| Hnutí za práva občanů                              | 59 919     | 0.07  | 11          | 0.02        |
| Sdružení nájemníků Prahy 1                         | 26 534     | 0.03  | 3           | 0.00        |
| Sociálně demokratická aliance nezávislých          | 10 087     | 0.01  | 1           | 0.00        |
| Sdružení za lepší Vrchlabí                         | 8 969      | 0.01  | 2           | 0.00        |
| Helax-Ostrava se baví                              | 24 572     | 0.03  | 0           | 0.00        |

### Výsledky dle politické příslušnosti
| Politická příslušnost                              | Hlasy      | Hlasy | Zastupitelé | Zastupitelé |
| Politická příslušnost                              | abs.       | v %   | abs.        | v %         |
| -------------------------------------------------- | ---------- | ----- | ----------- | ----------- |
| Křesťan.a demokrat.unie-Českosl.strana lidová      | 4 226 075  | 5.24  | 2 250       | 3.60        |
| Česká strana národně sociální                      | 105 606    | 0.13  | 39          | 0.06        |
| Strana zelených                                    | 379 123    | 0.47  | 51          | 0.08        |
| Česká strana sociálně demokratická                 | 9 692 275  | 12.01 | 1 775       | 2.84        |
| Nezávislá iniciativa (NEI)                         | 607        | 0.00  | 1           | 0.00        |
| Sdružení pro republiku-Republikán.strana Českosl.  | 1 293      | 0.00  | 0           | 0.00        |
| Romská občanská iniciativa ČR                      | 8 315      | 0.01  | 1           | 0.00        |
| Občanská demokratická aliance                      | 328 999    | 0.41  | 52          | 0.08        |
| Republikánská unie                                 | 1 368      | 0.00  | 0           | 0.00        |
| Strana za životní jistoty                          | 116 369    | 0.14  | 24          | 0.04        |
| Republikán.str.zemědělského a malorolnického lidu  | 235        | 0.00  | 0           | 0.00        |
| Konzervativní strana                               | 13 080     | 0.02  | 0           | 0.00        |
| Klub angažovaných nestraníků                       | 34 726     | 0.04  | 2           | 0.00        |
| Pravá alternativa                                  | 373        | 0.00  | 0           | 0.00        |
| Komunistická strana Čech a Moravy                  | 9 137 395  | 11.32 | 3 671       | 5.87        |
| Národně demokratická strana                        | 1 359      | 0.00  | 0           | 0.00        |
| Občanská demokratická strana                       | 17 103 706 | 21.19 | 3 002       | 4.80        |
| Koruna Česká (monar.strana Čech, Moravy a Slezska) | 3 139      | 0.00  | 0           | 0.00        |
| Str.zdrav.postiž.,důchodců a sociálně slab.občanů  | 659        | 0.00  | 0           | 0.00        |
| Republikáni                                        | 2 746      | 0.00  | 0           | 0.00        |
| Masarykova demokratická strana                     | 9 049      | 0.01  | 2           | 0.00        |
| Coexistentia                                       | 10 598     | 0.01  | 10          | 0.02        |
| Strana demokratického socialismu                   | 34 246     | 0.04  | 19          | 0.03        |
| Československá strana socialistická                | 2 945      | 0.00  | 0           | 0.00        |
| Česká pravice                                      | 1 941      | 0.00  | 2           | 0.00        |
| Právo a Spravedlnost-ANO rodině,NE korupci a krim. | 1 128      | 0.00  | 0           | 0.00        |
| Moravská demokratická strana                       | 56 668     | 0.07  | 21          | 0.03        |
| Moravané                                           | 40 041     | 0.05  | 8           | 0.01        |
| Iniciativa pražských občanů                        | 3 374      | 0.00  | 0           | 0.00        |
| NEZÁVISLÍ                                          | 185 106    | 0.23  | 55          | 0.09        |
| Živnostenská strana                                | 2 561      | 0.00  | 1           | 0.00        |
| Komunistická strana Československa                 | 1 119      | 0.00  | 0           | 0.00        |
| Pravý Blok-str.za ODVOLATELNOST politiků,REFERENDA | 19 152     | 0.02  | 3           | 0.00        |
| Bez politické příslušnosti                         | 36 155 614 | 44.80 | 50 994      | 81.60       |
| Humanistická strana                                | 5 495      | 0.01  | 1           | 0.00        |
| Strana venkova - spojené občanské síly             | 8 323      | 0.01  | 17          | 0.03        |
| Unie svobody - Demokratická unie                   | 1 964 318  | 2.43  | 288         | 0.46        |
| Strana pro otevřenou společnost                    | 68 092     | 0.08  | 10          | 0.02        |
| Občanská koalice - Politický klub                  | 842        | 0.00  | 0           | 0.00        |
| Demokratická liga                                  | 22 053     | 0.03  | 1           | 0.00        |
| Zlínské hnutí nezávislých                          | 45 800     | 0.06  | 5           | 0.01        |
| Demokratická regionální strana                     | 44 199     | 0.05  | 8           | 0.01        |
| Pravá volba pro Plzeň                              | 39 901     | 0.05  | 4           | 0.01        |
| Hnutí nezávislých za harmonický rozvoj obcí a měst | 18 924     | 0.02  | 9           | 0.01        |
| Volba pro město                                    | 66 791     | 0.08  | 15          | 0.02        |
| Hnutí pro Havířov                                  | 16 064     | 0.02  | 2           | 0.00        |
| Nezávislé sdružení občanů Blanska                  | 11 936     | 0.01  | 2           | 0.00        |
| Občanská liga FORUM                                | 3 474      | 0.00  | 0           | 0.00        |
| Sdružení pro sport a zdraví                        | 20 441     | 0.03  | 3           | 0.00        |
| Unie pro sport a zdraví                            | 57 331     | 0.07  | 8           | 0.01        |
| České hnutí za národní jednotu                     | 4 929      | 0.01  | 0           | 0.00        |
| Republikáni Miroslava Sládka                       | 48 937     | 0.06  | 8           | 0.01        |
| SNK Evropští demokraté                             | 125 461    | 0.16  | 83          | 0.13        |
| Strana svobodných severu                           | 2 854      | 0.00  | 0           | 0.00        |
| Strana občanského porozumění                       | 579        | 0.00  | 0           | 0.00        |
| Aktiv nezávislých občanů                           | 6 391      | 0.01  | 0           | 0.00        |
| Cesta změny                                        | 58 177     | 0.07  | 2           | 0.00        |
| Naděje                                             | 8 689      | 0.01  | 0           | 0.00        |
| Tábor 2002                                         | 26 146     | 0.03  | 4           | 0.01        |
| Strana zdravého rozumu                             | 4 990      | 0.01  | 0           | 0.00        |
| Liberální reformní strana                          | 1 514      | 0.00  | 0           | 0.00        |
| Volba pro budoucnost                               | 6 012      | 0.01  | 0           | 0.00        |
| Balbínova poetická strana                          | 2 171      | 0.00  | 0           | 0.00        |
| Národní sjednocení                                 | 1 926      | 0.00  | 0           | 0.00        |
| Sdružení pro zdraví, sport a prosperitu            | 21 928     | 0.03  | 6           | 0.01        |
| Spojení demokraté - Sdružení nezávislých           | 238 432    | 0.30  | 19          | 0.03        |
| Věci veřejné                                       | 3 035      | 0.00  | 1           | 0.00        |
| "Jirkov 21. století"                               | 3 922      | 0.00  | 1           | 0.00        |
| Hnutí za práva občanů                              | 38 001     | 0.05  | 9           | 0.01        |
| Sdružení nájemníků Prahy 1                         | 26 534     | 0.03  | 3           | 0.00        |
| Sdružení za lepší Vrchlabí                         | 2 618      | 0.00  | 2           | 0.00        |